# Chiesa di San Giuseppe (Caltanissetta)
La chiesa di San Giuseppe è un edificio di culto di Caltanissetta, inaugurato nel 1609; sede dell'omonima parrocchia nell'omonimo quartiere, prima noto come Furci.

## Storia
Costruita nell'antico rione dei Furchi, per volere di Achille Caruso. Fu innalzata davanti alla casa dei Caruso, dove vi era il vecchio belvedere della città, detto "Tondo". Grazie al sacerdote Raffale Riccobene la chiesa ebbe un contributo di 300 onze, con questa somma vennero costruiti il prospetto, sul cui venne aggiunta la statua di San Giuseppe, e il campanile.  Fu eletta a parrocchia cittadina nel 1745 dall'allora vescovo di Girgenti Lorenzo Gioeni. Nel primo decennio dell'Ottocento il sacerdote Gurrera volle ampliare l'abside innalzandovi il cappellone, decorato con stucchi dall'artista catanese Giuseppe d'Arrigo nel 1912. L'ostensorio venne realizzato con il contributo del popolo e realizzato dalla ditta Catello di Napoli su disegno del sacerdote Angelo Gennuso.

## Descrizione
La chiesa presenta esternamente un'ampia facciata inquadrata da un doppio ordine di lesene e da una fascia marcapiano. Ogni intaglio è in pietra arenaria, i fondi sono invece intonacati. Un grande frontone triangolare conclude il cornicione di coronamento. A sovrastare il portale troviamo una statua di San Giuseppe. Sopra di essa una finestra rettangolare e all'interno del frontone una circolare. Una grande scalinata precede l'ingresso alla chiesa. Un campanile svetta alla sinistra della chiesa. L'interno è costituita da un'unica navata, sull'altare troviamo la pregiata effigie della Madonna Assunta, opera del 1887 dello scultore napoletano Francesco Biangardi e nell'abside una statua di San Giuseppe. Tra le varie opere è importante citare anche un'altra scultura del Biangardi ovvero la Madonna della Medaglia Miracolosa. Il tetto fu affrescato dal palermitano Tommaso Pollace per devozione. La chiesa possiede anche un organo. Gli intagli all'interno del tempio sono in stucco.

### Opere
|  | Nome                                | Artista             |
|  | ----------------------------------- | ------------------- |
|  | "Madonna Assunta"                   | Francesco Biangardi |
|  | "Madonna della Medaglia Miracolosa" | Francesco Biangardi |
|  | "Addolorata"                        |                     |
|  | "Santa Gemma'"                      |                     |
|  | "Sacro Cuore di Gesù"               |                     |
|  | "San Giuseppe"                      |                     |